# Football Club Locarno 2013-2014
Questa voce raccoglie le informazioni riguardanti il Football Club Locarno nelle competizioni ufficiali della stagione 2013-2014.

## Stagione
Nella stagione 2013-2014 il Locarno, allenato da Stefano Maccoppi, concluse il campionato di Challenge League al 10º posto e fu retrocesso in Promotion League. In Coppa Svizzera il Locarno fu eliminato al secondo turno dal Thun.

## Rosa
| N. |                                 | Ruolo | Calciatore          |
| -- | ------------------------------- | ----- | ------------------- |
| 1  | Svizzera (bandiera)             | P     | Ulisse Pelloni      |
| 2  | Kosovo (bandiera)               | D     | Shemsedin Idrizi    |
| 3  | Svizzera (bandiera)             | C     | Kofi Nimeley        |
| 4  | Italia (bandiera)               | C     | Mirko Pignalberi    |
| 5  | Svizzera (bandiera)             | D     | Olindo Regazzi      |
| 6  | Svizzera (bandiera)             | D     | Aleksandar Zarković |
| 7  | Bosnia ed Erzegovina (bandiera) | A     | Mehmed Begzadić     |
| 8  | Svizzera (bandiera)             | C     | Marko Bičvić        |
| 9  | Croazia (bandiera)              | C     | Mate Bilinovac      |
| 10 | Argentina (bandiera)            | C     | Mariano Hassell     |
| 11 | Svizzera (bandiera)             | A     | Stipe Šimunac       |
| 12 | Italia (bandiera)               | P     | Davide Buono        |

| N. |                      | Ruolo | Calciatore         |
| -- | -------------------- | ----- | ------------------ |
| 14 | Croazia (bandiera)   | C     | Josip Živko        |
| 15 | Svizzera (bandiera)  | C     | Michele Maggetti   |
| 16 | Svizzera (bandiera)  | C     | Matteo Tramèr      |
| 17 | Croazia (bandiera)   | C     | Antonio Radošević  |
| 20 | Italia (bandiera)    | D     | Luca Giaccari      |
| 21 | Svizzera (bandiera)  | D     | Michele Monighetti |
| 22 | Kosovo (bandiera)    | A     | Drilon Paçarizi    |
| 23 | Islanda (bandiera)   | D     | Þórður Hreiðarsson |
| 24 | Italia (bandiera)    | P     | Angela Rocca       |
| 26 | Svizzera (bandiera)  | A     | Roman Buess        |
| 29 | Argentina (bandiera) | D     | Raul Osella        |
| 33 | Svizzera (bandiera)  | C     | Carlo Polli        |

## Organigramma societario
Area tecnica
- Allenatore: Stefano Maccoppi
- Allenatore in seconda: Alan Gaggetta
- Preparatore dei portieri: Ivan Dellamora
- Preparatori atletici:

## Calciomercato

### Sessione estiva
| Acquisti | Acquisti            | Acquisti   | Acquisti |
| R.       | Nome                | da         | Modalità |
| -------- | ------------------- | ---------- | -------- |
| D        | Aleksandar Zarković | Basilea II |          |
| C        | Josip Živko         | Bellinzona |          |
| P        | Davide Buono        | Ascona     |          |
| A        | Mehmed Begzadić     | Losanna    |          |
| A        | Roman Buess         | Aarau      |          |
| C        | Mariano Hassell     | Vaduz      |          |
| D        | Shemsedin Idrizi    | Biaschesi  |          |
| C        | Michele Maggetti    | Chiasso    |          |
| C        | Kofi Nimeley        | Basilea II |          |

| Cessioni | Cessioni         | Cessioni   | Cessioni |
| R.       | Nome             | a          | Modalità |
| -------- | ---------------- | ---------- | -------- |
| C        | Ali Imren        | Gaziantep  |          |
| D        | Bruno Martignoni | Aarau      |          |
| A        | Nicolás Mazzola  | Ascoli     |          |
| P        | Miodrag Mitrovič | Bari       |          |
| C        | Luca Spini       | Bellinzona |          |
| C        | Brahima Touré    | Lugano     |          |

### Sessione invernale
| Acquisti | Acquisti           | Acquisti   | Acquisti |
| R.       | Nome               | da         | Modalità |
| -------- | ------------------ | ---------- | -------- |
| C        | Antonio Radošević  | Dugopolje  |          |
| D        | Þórður Hreiðarsson | Breiðablik |          |

| Cessioni | Cessioni | Cessioni | Cessioni |
| R.       | Nome     | a        | Modalità |
| -------- | -------- | -------- | -------- |

## Risultati

### Challenge League

#### Prima fase, girone di andata
| Arbitro: | Jancevski |

|             |           |  |
| Šimunac 59’ | Marcatori |  |

| Locarno 20 luglio 2013, ore 17:45 CEST 2ª giornata | Locarno | 0 – 0 referto | Wohlen | Stadio Lido (630 spett.)\| Arbitro: \| Schärer \| |
| Arbitro:                                           | Schärer |               |        |                                                   |

| Ginevra 28 luglio 2013, ore 16:00 CEST 3ª giornata | Servette  | 0 – 0 referto | Locarno | Stade de Genève (2 055 spett.)\| Arbitro: \| Fähndrich \| |
| Arbitro:                                           | Fähndrich |               |         |                                                           |

| Arbitro: | Schnyder |

|                                    |           |                          |
| Bengondo 5’ Radice 13’ Aratore 53’ | Marcatori | 25’ Begzadić 62’ Hassell |

| Arbitro: | Huwiler |

|  |           |                              |
|  | Marcatori | 30’, 48’, 76’ (rig.) Jahović |

| Arbitro: | Erlachner |

|           |           |             |
| Buess 38’ | Marcatori | 75’ Schürpf |

| Chiasso 31 agosto 2013, ore 17:45 CEST 7ª giornata | Chiasso   | 0 – 0 referto | Locarno | Stadio Comunale Chiasso (1 100 spett.)\| Arbitro: \| Jaccottet \| |
| Arbitro:                                           | Jaccottet |               |         |                                                                   |

| Arbitro: | San |

|  |           |                        |
|  | Marcatori | 22’ Paçarizi 48’ Buess |

| Arbitro: | Schnyder |

|  |           |                            |
|  | Marcatori | 29’, 52’ Rossini 68’ Buqaj |

#### Prima fase, girone di ritorno
| Arbitro: | Schärer |

|                                                   |           |             |
| Morello 15’, 49’ Osella 22’ (aut.) Challandes 29’ | Marcatori | 37’ Šimunac |

| Locarno 6 ottobre 2013, ore 16:00 CEST 11ª giornata | Locarno | 0 – 0 referto | Lugano | Stadio Lido (1 130 spett.)\| Arbitro: \| Studer \| |
| Arbitro:                                            | Studer  |               |        |                                                    |

| Arbitro: | Fähndrich |

|                                            |           |  |
| Caetano 12’ Frontino 41’, 65’ Demhasaj 90’ | Marcatori |  |

| Arbitro: | Pache |

|               |           |           |
| Bilinovac 64’ | Marcatori | 18’ Đurić |

| Arbitro: | San |

|             |           |                                           |
| Hassell 45’ | Marcatori | 25’ (rig.), 57’ Bengondo 64’, 90’ Freuler |

| Arbitro: | Fähndrich |

|  |           |                                               |
|  | Marcatori | 24’, 45’ Buess 47’ Paçarizi 60’ (aut.) Pnishi |

| Arbitro: | Superczynski |

|                                           |           |  |
| Lombardi 18’ (rig.) Audino 55’ Muslin 59’ | Marcatori |  |

| Arbitro: | Erlachner |

|  |           |                                          |
|  | Marcatori | 25’ Roux 56’ Tadić 79’ Fessou 85’ Pasche |

| Arbitro: | Fähndrich |

|                                             |           |  |
| Kaufmann 21’ Neumayr 35’ (rig.) Schürpf 44’ | Marcatori |  |

#### Seconda fase, girone di andata
| Arbitro: | Hänni |

|                       |           |  |
| Hassell 44’ Buess 69’ | Marcatori |  |

| Arbitro: | Huwiler |

|                                   |           |             |
| Freuler 47’ Monighetti 53’ (aut.) | Marcatori | 36’ Hassell |

| Arbitro: | Superczynski |

|  |           |             |
|  | Marcatori | 84’ Rossini |

| Arbitro: | Fähndrich |

|               |           |  |
| Burgmeier 84’ | Marcatori |  |

| Arbitro: | San |

|                          |           |                                                                  |
| Buess 11’ Monighetti 40’ | Marcatori | 9’, 30’ Stillhart 48’ Audino 50’ Brown 73’ Tabaković 88’ Koubský |

| Arbitro: | Graf |

|             |           |  |
| Marazzi 29’ | Marcatori |  |

| Arbitro: | Schnyder |

|                |           |                                                            |
| Pignalberi 62’ | Marcatori | 4’ Đurić 13’ Ciarrocchi 42’ Berisha 79’ (rig.) Facchinetti |

| Arbitro: | Bieri |

|             |           |           |
| Hassell 53’ | Marcatori | 63’ Miani |

| Arbitro: | Schärer |

|                              |           |                                  |
| Bottani 17’ Everton Luiz 58’ | Marcatori | 19’ Zarković 22’ (rig.) Paçarizi |

#### Seconda fase, girone di ritorno
| Arbitro: | Bieri |

|  |           |          |
|  | Marcatori | 74’ Roux |

| Arbitro: | Graf |

|                                              |           |                   |
| Felitti 16’ Ciarrocchi 37’, 56’ Adaílton 61’ | Marcatori | 90’ (rig.) Bičvić |

| Arbitro: | Huwiler |

|           |           |         |
| Buess 86’ | Marcatori | 21’ Pak |

| Arbitro: | Pache |

|                            |           |  |
| Brahimi 77’ Paiva 79’, 88’ | Marcatori |  |

| Arbitro: | Jancevski |

|                            |           |                            |
| Pignalberi 28’ Hassell 30’ | Marcatori | 26’ Aratore 86’ Kuzmanovic |

| Arbitro: | Huwiler |

|           |           |                           |
| Tahipi 3’ | Marcatori | 5’ (aut.) Lekaj 31’ Buess |

| Arbitro: | Studer |

|                         |           |                            |
| Siegrist 29’ Safari 88’ | Marcatori | 40’ Monighetti 52’ Hassell |

| Arbitro: | Hänni |

|  |           |                                   |
|  | Marcatori | 5’ da Silva 32’ Bašić 89’ Tosetti |

| Arbitro: | Klossner |

|                         |           |           |
| Caetano 75’ Mangold 80’ | Marcatori | 22’ Buess |

### Coppa Svizzera
| 18 agosto 2013, ore 18:00 CEST Primo turno | Ascona | 1 – 2 | Locarno |  |

| 13 settembre 2013, ore 19:30 CEST Secondo turno | Locarno | 0 – 3 | Thun |  |

## Statistiche

### Statistiche di squadra
| Competizione     | Punti | In casa | In casa | In casa | In casa | In casa | In casa | In trasferta | In trasferta | In trasferta | In trasferta | In trasferta | In trasferta | Totale | Totale | Totale | Totale | Totale | Totale | DR  |
| Competizione     | Punti | G       | V       | N       | P       | Gf      | Gs      | G            | V            | N            | P            | Gf           | Gs           | G      | V      | N      | P      | Gf     | Gs     | DR  |
| ---------------- | ----- | ------- | ------- | ------- | ------- | ------- | ------- | ------------ | ------------ | ------------ | ------------ | ------------ | ------------ | ------ | ------ | ------ | ------ | ------ | ------ | --- |
| Challenge League | 26    | 18      | 2       | 7       | 9       | 13      | 35      | 18           | 3            | 4            | 11           | 18           | 35           | 36     | 5      | 11     | 20     | 31     | 70     | -39 |
| Coppa Svizzera   | -     | 1       | 0       | 0       | 1       | 0       | 3       | 1            | 1            | 0            | 0            | 2            | 1            | 2      | 1      | 0      | 1      | 2      | 4      | -2  |
| Totale           | 26    | 19      | 2       | 7       | 10      | 13      | 38      | 19           | 4            | 4            | 11           | 20           | 36           | 38     | 6      | 11     | 21     | 33     | 74     | -41 |

### Andamento in campionato
| Giornata  | 1 | 2 | 3 | 4 | 5 | 6 | 7 | 8 | 9 | 10 | 11 | 12 | 13 | 14 | 15 | 16 | 17 | 18 | 19 | 20 | 21 | 22 | 23 | 24 | 25 | 26 | 27 | 28 | 29 | 30 | 31 | 32 | 33 | 34 | 35 | 36 |
| --------- | - | - | - | - | - | - | - | - | - | -- | -- | -- | -- | -- | -- | -- | -- | -- | -- | -- | -- | -- | -- | -- | -- | -- | -- | -- | -- | -- | -- | -- | -- | -- | -- | -- |
| Luogo     | C | C | T | T | C | C | T | T | C | T  | C  | T  | C  | C  | T  | T  | C  | T  | C  | T  | C  | T  | C  | T  | C  | C  | T  | C  | T  | C  | T  | C  | T  | T  | C  | T  |
| Risultato | V | N | N | P | P | N | N | V | P | P  | N  | P  | N  | P  | V  | P  | P  | P  | V  | P  | P  | P  | P  | P  | P  | N  | N  | P  | P  | N  | P  | N  | V  | N  | P  | P  |
| Posizione | 5 | 3 | 4 | 7 | 7 | 8 | 8 | 6 | 7 | 7  | 7  | 7  | 8  | 8  | 8  | 8  | 8  | 8  | 8  | 8  | 8  | 8  | 8  | 8  | 9  | 9  | 10 | 10 | 10 | 10 | 10 | 10 | 10 | 10 | 10 | 10 |

Legenda:

Luogo: C = Casa; T = Trasferta. Risultato: V = Vittoria; N = Pareggio; P = Sconfitta.

### Statistiche dei giocatori
| R. Bandir      | 0  | 0 | 0 | 0 |
| M. Begzadić    | 19 | 1 | 2 | 0 |
| M. Bilinovac   | 25 | 1 | 3 | 0 |
| M. Bičvić      | 27 | 1 | 2 | 1 |
| R. Buess       | 31 | 9 | 4 | 0 |
| D. Buono       | 2  | 0 | 0 | 0 |
| L. Giaccari    | 0  | 0 | 0 | 0 |
| M. Hassell     | 34 | 7 | 8 | 0 |
| Þ. Hreiðarsson | 10 | 0 | 3 | 0 |
| S. Idrizi      | 15 | 0 | 2 | 0 |
| M. Maggetti    | 32 | 0 | 9 | 0 |
| A. Milošević   | 6  | 0 | 0 | 0 |
| M. Monighetti  | 33 | 2 | 6 | 0 |
| K. Nimeley     | 35 | 0 | 0 | 0 |
| R. Osella      | 29 | 0 | 6 | 0 |
| D. Panizzolo   | 12 | 0 | 2 | 0 |
| D. Paçarizi    | 24 | 3 | 3 | 0 |
| U. Pelloni     | 35 | 0 | 1 | 0 |
| M. Pignalberi  | 27 | 2 | 3 | 0 |
| C. Polli       | 12 | 0 | 4 | 0 |
| A. Radošević   | 12 | 0 | 0 | 0 |
| O. Regazzi     | 27 | 0 | 4 | 0 |
| A. Rocca       | 0  | 0 | 0 | 0 |
| M. Tramèr      | 0  | 0 | 0 | 0 |
| A. Zarković    | 17 | 1 | 7 | 2 |
| S. Šimunac     | 18 | 2 | 3 | 0 |
| J. Živko       | 8  | 0 | 1 | 0 |